# 安东尼·休伊什
安东尼·休伊什，FRS（英語：Antony Hewish，1924年5月11日—2021年9月13日），生於英格蘭康沃爾郡福伊，英國射電天文學家，與馬丁·賴爾共同獲得1974年諾貝爾物理獎，以表彰他在射電合成孔徑的發展與脈衝星的發現等方面的贡献。休伊什也是1969年英國皇家天文學會愛丁頓獎章的得獎者。